# Lau Perimbon
Lau Perimbon is een bestuurslaag in het regentschap Dairi van de provincie Noord-Sumatra, Indonesië. Lau Perimbon telt 1111 inwoners (volkstelling 2010).